# Sint-Pieterskerk (Willebringen)
De Sint-Pieterskerk is een kerkgebouw in Willebringen in de Belgische gemeente Boutersem in de provincie Vlaams-Brabant. De kerk is gelegen aan de Willebringsestraat en de Domstraat en wordt omgeven door een ommuurd kerkhof.
De kerk bestaat uit een laat-gotische ingebouwde westtoren, een driebeukig schip met drie traveeën op zuilen, een transept in zandsteen en een driezijdig gesloten koor in laat-gotische stijl. De zijbeuken zijn opgetrokken in baksteen in neogotische stijl. Het portaal is in neogotische stijl met erboven een beeldje van Sint Job in een nis. De ramen van het gebouw zijn spitsboogvensters en de toren wordt gedekt door een ingesnoerde torenspits.
De kerk is de parochiekerk van het dorp en is gewijd aan Sint-Pieter.

## Geschiedenis
In de 13e eeuw werd de toren gebouwd.
In 1502 vermoedelijk is het koor voltooid.
In 1845-1846 werden de zijbeuken opgetrokken naar het ontwerp van A. van Arenbergh.